# 京都府を舞台とした作品一覧
京都府を舞台とした作品一覧（きょうとふをぶたいとしたさくひんいちらん）では、京都府内をモチーフあるいはロケーション地にした小説、映画、テレビドラマ、アニメ等を記述する。

## 古典
- 明智軍記
- 吾妻鏡
- 安寿と厨子王丸（さんせう太夫） - 丹後
- 一寸法師 - 京都市
- うつほ物語 - 京都市
- 浦島太郎 - 丹後
- 落窪物語
- 蜻蛉日記
- 義経記 - 京都市
- 鞍馬天狗 - 鞍馬山
- 源氏物語 - 京都市・宇治市
- 源平盛衰記
- 好色一代男（井原西鶴） - 京都市
- 好色一代女（井原西鶴） - 京都市
- 好色五人女 中段に見る暦屋物語（井原西鶴） - 京都市
- 今昔物語集 - 京都市など
- 狭衣物語 - 京都市
- 更級日記
- 大経師昔暦（近松門左衛門） - 京都市
- 酒呑童子 - 大江山
- 小右記 - 京都市
- 太閤記 - 京都市・大山崎町など
- 太平記 - 京都市
- 土蜘蛛草紙 - 京都市
- 東海道中膝栗毛（十返舎一九） - 京都市など
- とはずがたり - 京都市・石清水八幡宮
- とりかへばや物語 - 京都市
- 徒然草 - 京都市
- 浜松中納言物語 - 京都市
- 平家物語 - 京都市
- 枕草子 - 京都市
- 御堂関白記 - 京都市

## 小説
- 相川真
  - 『京都伏見は水神さまのいたはるところ』
- 芥川龍之介
  - 『羅生門』 - 京都市
  - 『報恩記』 - 京都市
- 浅田次郎
  - 『活動寫眞の女』 - 京都大学・太秦
  - 『壬生義士伝』
  - 『オリヲン座からの招待状』 - 京都市
  - 『わが心のジェニファー』
- 浅葉ナツ
  - 『神様の御用人』
- 梓林太郎
  - 『京都・鴨川殺人事件』
  - 『京都・保津川殺人事件』
  - 『京都・舞鶴殺人事件』
  - 『京都・大和路殺人事件』
- 有栖川有栖
  - 『学生アリスシリーズ』 - 京都市
- 安部龍太郎
  - 『等伯』
  - 『天馬、翔ける』
  - 『信長燃ゆ』
  - 『義貞の旗』
  - 『レオン氏郷』
  - 『道誉と正成』
  - 『下天を謀る』
- 天野純希
  - 『乱都』
  - 『覇道の槍』
- 綾辻行人
  - 『人形館の殺人』
  - 『迷路館の殺人』[1]
- 飯干晃一
  - 『会津の小鉄』
- 池波正太郎
  - 『人きり半次郎』
  - 『真田太平記』
  - 『応仁の乱』
- 石川真介
  - 『京都嵯峨野殺意の旅』
  - 『舞鶴丹後鳴き砂殺人ライン』
  - 『神戸中禅寺湖殺人ライン』…綾部市・福知山市
- 五木寛之
  - 『親鸞』
- 伊東潤
  - 『悪左府の女』
  - 『池田屋乱刃』
  - 『天下人の茶』
- 伊藤遊
  - 『えんの松原』
- 井上靖
  - 『後白河院』
  - 『本覚坊遺文』
- 伊吹亜門
  - 刀と傘
- 岩井三四二
  - 『銀閣建立』
  - 『田中家三十二万石』
  - 『室町もののけ草子』
  - 『絢爛たる奔流』
- 内田康夫
  - 壺霊
- 大石直紀
  - 『京都一乗寺美しい書店のある街で』
  - 『二十年目の桜疎水』
  - 『輪廻の山 京の味覚事件ファイル』
- 大谷羊太郎
  - 『京都三年坂殺人事件』
  - 『京都橋姫伝説殺人』
- 岡崎琢磨
  - 『珈琲店タレーランの事件簿』 - 京都市
  - 『春待ち雑貨店 ぷらんたん』
- 小川由秋
  - 『木曽義仲』
  - 『八幡太郎義家』
- 荻原規子
  - 『風神秘抄』
- 大佛次郎
  - 『鞍馬天狗』 - 京都市
  - 『宗方姉妹』 - 京都市・宇治市
- 小野不由美
  - 『残穢』 - 京都市
- 海音寺潮五郎
  - 『新太閤記』 - 京都市など
  - 『寺田屋騒動』
  - 『人斬り新兵衛』
- 梶井基次郎
  - 『ある心の風景』 - 京都市
  - 『檸檬』 - 京都市
- 柏てん
  - 京都カフェはんなり
  - 京都伏見のあやかし甘味処
- 柏井壽
  - 『鴨川食堂』 - 京都市
  - 『名探偵　星井裕の事件簿シリーズ』
- 門井慶喜
  - 『銀閣の人』
  - 『なぜ秀吉は』
- 鏑木蓮
  - 『POS キャメルマート京洛病院店の四季』
  - 『京都西陣シェアハウス』
- 紙城境介
  - 『継母の連れ子が元カノだった』
- 川口松太郎
  - 『古都憂愁』 - 京都市
- 川端康成
  - 『美しさと哀しみと』 - 京都市
  - 『古都』 - 京都市
- 北森鴻
  - 『裏京都ミステリー』 - 京都市
- 鯨統一郎
  - 『京都・陰陽師殺人』
- アーサー・ゴールデン
  - 『さゆり』 - 京都市
- 越水利江子
  - 『月下花伝 時の橋を駆けて』
- 木谷恭介
  - 『京都百物語殺人事件』
  - 『京都いにしえ殺人』
  - 『京都華道家元殺人事件』
  - 『京都木津川殺人事件』
  - 『京都「細雪」殺人事件』
  - 『丹後浦島伝説殺人事件』
  - 『京都紅葉伝説殺人事件』
- 後藤竜二
  - 『乱世山城国伝』
- 近衛龍春
  - 『織田信忠』
  - 『蒲生氏郷』
- 斉藤洋
  - 『白狐魔記』
- 澤野久雄
  - 『夜の河』 - 京都市
- 塩田武士
  - 『罪の声』
- 志賀直哉
  - 『暗夜行路』 - 京都市
- 志賀内泰弘
  - 『京都祇園もも吉庵あまから帖』
- 柴崎友香
  - 『きょうのできごと』 - 京都市
- 柴田よしき
  - 『桜さがし』[2]
  - 『激流』[3]
- 司馬遼太郎
  - 『燃えよ剣』
  - 『新選組血風緑』
  - 『国盗り物語』
  - 『竜馬がゆく』
  - 『十一番目の志士』
  - 『翔ぶが如く』
- 島田荘司
  - 『占星術殺人事件』
- 清涼院流水
  - 『パーフェクト・ワールド What a perfect world!』 - 京都市
- 瀬戸内晴美(現・寂聴)
  - 『京まんだら』 - 京都市
- 千松信也
  - 『僕は猟師になった』
- デビット・ゾペティ
  - 『いちげんさん』 - 京都市
- 高田崇史
  - 『鬼神伝』 - 京都市
  - 『神の時空』
- 高山樗牛
  - 『滝口入道』 - 京都市
- 武田綾乃
  - 『響け! ユーフォニアム』 - 宇治市
- 谷崎潤一郎
  - 『鍵』 - 京都市
  - 『少将滋幹の母』 - 京都市
  - 『台所太平記』 - 京都市
- 津村記久子
  - 『君は永遠にそいつらより若い』 - 京都市
- 津村秀介
  - 『保津峡殺人事件』
  - 『京都銀閣寺の死線』
- 津本陽
  - 『龍馬』
  - 『夢のまた夢』
  - 『下天は夢か』
  - 『巨眼の漢 西郷隆盛』
  - 『織田信長』
- 天花寺さやか
  - 『京都府警あやかし課シリーズ』
- 富樫倫太郎
  - 『陰陽寮シリーズ』
  - 『妖説 源氏物語』
  - 『北条早雲』
- 戸部新十郎
  - 『天下署中にあり』
  - 『松永弾状』
- 富田常雄
  - 『武蔵坊弁慶』
  - 『巴御前』
- 七月隆文
  - 『ぼくは明日、昨日のきみとデートする』 - 京都市
- 仲町六絵
  - 『おとなりの晴明さん』
  - 「京都西陣なごみ植物店」
- 中村理聖
  - 『若葉の宿』
- 西尾維新
  - 『戯言シリーズ』
- 西村京太郎
  - 『京都駅殺人事件』
  - 『京都感情案内』
  - 『祭ジャック京都祇園祭』
  - 『丹後殺人迷路』
  - 『京都恋と裏切りの嵯峨野』
  - 『京都嵐電殺人事件』
  - 『京都感情旅行殺人事件』
  - 『十津川警部 京都より愛をこめて』
  - 『十津川警部 犯人は京阪宇治線に乗った』
  - 『十津川警部ネコと死体はタンゴ鉄道に乗って』
  - 『殺しはトロッコ列車で』
  - 『舞鶴の海を愛した男』
- 野﨑まど
  - 『Knou』
- 橋本治
  - 『双調 平家物語』
- 花房観音
  - 『偽りの森』[4] - 京都市
  - 『女坂』[5]
  - 『女の庭』[6] - 京都市
  - 『神さま、お願い』[7] - 京都市
  - 『恋地獄』[8] - 京都市
  - 『寂花の雫』 - 京都市
  - 『鳥辺野心中』 - 京都市
  - 『花びらめくり』 - 京都市
  - 『花祀り』[4] - 京都市
  - 『萌えいづる』 - 京都市
  - 『指人形』 - 京都市
  - 『楽園』[9] - 京都市
  - 『好色入道』
- 早見裕司
  - 『メイド刑事』
- 藤田芳康
  - 『屋根の上のおばあちゃん』
- 船山馨
  - 『知らぬ橋』 - 京都市
- 古野まほろ
  - 『パダム・パダム Eの悲劇'80』
- 堀和久
  - 『織田有楽斎』
  - 『徳川慶喜』
  - 『中岡慎太郎』
- 堀辰雄
  - 『かげろふの日記』 - 京都市
- 増山実
  - 『ジュリーの世界』
- 万城目学
  - 『鴨川ホルモー』 - 京都市
  - 『ホルモー六景』 - 京都市
- 松村栄子
  - 『雨にも負けず 粗茶一服』
- 松本清張
  - 『Dの複合』
- 円居挽
  - 『丸太町ルヴォワール』
  - 『烏丸ルヴォワール』
  - 『今出川ルヴォワール』
  - 『河原町ルヴォワール』
- 三島由紀夫
  - 『絹と明察』 - 京都市
  - 『金閣寺』 - 鹿苑寺
- 水上勉
  - 『飢餓海峡』 - 舞鶴市
  - 『白蛇抄』
  - 『五番町夕霧楼』 - 五番町
  - 『雁の寺』 - 京都市
- 三田誠広
  - 『阿修羅の西行』
  - 『西行月に恋する』
  - 『天神 菅原道真』
- 峰隆一郎
  - 『剣鬼 岡田以蔵 幕末人切伝』
- 『剣鬼 佐々木只三郎 京都見廻組与頭』
- 宮尾登美子
  - 『序の舞』 - 京都市
- 村上春樹
  - 『ノルウェイの森』
- 村上元三
  - 『足利尊氏』
  - 『平清盛』
  - 『藤堂高虎』
  - 『源義経』
- 望月麻衣
  - 『京都寺町三条のホームズ』 - 京都市
  - 『わが家は祇園の拝み屋さん』
  - 『京洛の森のアリス』
  - 『太秦荘ダイアリー』
- 森鷗外
  - 『山椒大夫』 - 丹後
  - 『高瀬舟』 - 京都市
- 森見登美彦
  - 『太陽の塔』 - 京都市
  - 『夜は短し歩けよ乙女』 - 京都市
  - 『有頂天家族』 - 京都市
- 山岡荘八
  - 『新太平記』 - 京都市
  - 『織田信長』 - 京都市
  - 『豊臣秀吉』
  - 『日蓮』
- 山田美妙
  - 『いちご姫』 - 京都市
- 山村美紗
  - 『舞妓さんは名探偵!』 - 京都市
  - 『赤い霊柩車シリーズ』
  - 『キャサリンシリーズ』
  - 『女検視官江夏冬子シリーズ』
  - 『片山由美シリーズ』
- 山本兼一
  - 『千両花嫁』 - 京都市
- 吉川英治
  - 『私本太平記』 - 京都市など
  - 『新・平家物語』 - 京都市など
  - 『新書太閤記』 - 京都市など
  - 『宮本武蔵』 - 京都市
- 吉川永青
  - 『鬼闘 斎藤一』
- 吉村達也
  - 「舞鶴の雪」殺人事件
  - 京都魔界伝説の女
  - 金閣寺の惨劇
  - 銀閣寺の惨劇
  - 京都天使突抜通りの恋
- 和久峻三
  - 『京都殺人案内』 - 京都市
  - 『京都の芸者弁護士事件簿』 - 京都市
  - 『京都のテミス女裁判官』 - 京都市
- 渡辺淳一
  - 『野わけ』 - 京都市
  - 『まひる野』 - 京都市
  - 『化粧』
  - 『桜の樹の下で』 - 京都市
- 綿矢りさ
  - 『手のひらの京』 - 京都市
- 新選組を主題にした小説

## 映画
- アイ・ラヴ・フレンズ - 京都市
- 暗殺 - 京都市
- いちげんさん／ICHIGENSAN - 京都市
- 偽れる盛装 - 祇園
- 陰獣 - 京都市
- 太秦ライムライト - 太秦
- 噂の女 - 島原
- 陰陽師 - 京都市
- 陰陽師II - 京都市
- 炎上 - 京都市
- 男はつらいよ 寅次郎あじさいの恋（第29作）
- 鬼神伝 - 京都市
- おもちゃ - 京都市
- オリヲン座からの招待状 - 西陣
- 鍵 - 京都市
- 蒲田行進曲 - 東映京都撮影所
- 神さまの轍-CHECKPOINT OF THE LIFE- - 井手町
- ガメラ3 邪神覚醒
- 鴨川ホルモー - 京都市
- 祇園小唄絵日傘 - 祇園
- 祇園の姉妹 - 祇園
- 祇園囃子（1934年） - 祇園
- 祇園囃子（1953年） - 祇園
- 飢餓海峡 - 舞鶴市
- 京都太秦物語 - 太秦
- きょうのできごと　a day on the planet - 京都市
- クイール
- 蔵の中
- 鞍馬天狗シリーズ - 京都市
- 狂った野獣 - 京都市
- くれないものがたり - 京都市
- クローズド・ノート
- Keiko - 京都市
- 豪姫 - 京都市
- ゴー!ゴー!若大将 - 京都市
- ゴースト・イン・京都
- 五条霊戦記 - 京都市
- 関西ジャニーズJr.の京都太秦行進曲 - 太秦
- 祇園囃子（1963年） - 京都市
- 祇園囃子（1980年） - 京都市
- ゴジラvsメカゴジラ
- 小早川家の秋 - 京都市伏見区など
- ごはん
- 五番町夕霧楼 - 五番町
- ゴルゴ13 九竜の首
- 西鶴一代女 - 京都市
- 最後のサムライ ザ・チャレンジ
- 桜の樹の下で - 京都市
- 殺人拳シリーズ
  - 激突! 殺人拳
  - 殺人拳2
  - 逆襲! 殺人拳
- 醒めながら見る夢 - 京都市
- SAYURI - 京都市
- 三十三間堂通し矢物語 - 三十三間堂など
- 地獄門 - 京都市
- 姉妹坂 - 京都市
- ジャンケン娘 - 京都市
- 序の舞 - 京都市
- 新選組を主題にした映画
- 新・平家物語 - 京都市
- 千利休 本覺坊遺文
- 続宮本武蔵 一乗寺の決斗 - 一乗寺下り松
- 大魔神
- 近松物語 - 京都市
- 釣りバカ日誌5
- 天国はまだ遠く
- 天使突抜六丁目
- 闘茶 tea fight - 京都市
- 日本沈没
- ニワトリはハダシだ - 舞鶴市
- 白蛇抄
- 初雪の恋 ヴァージン・スノー - 京都市
- パッチギ! - 京都市
- ハリヨの夏 - 京都市
- ハル
- 人斬り - 京都市
- 必殺! ブラウン館の怪物たち - 京都市
- ヒポクラテスたち - 京都市
- 弁慶一代記
- 炎のごとく - 京都市
- ぼくは明日、昨日のきみとデートする - 京都市
- 堀川中立売 - 京都市
- 本能寺ホテル - 京都市
- 舞妓物語 - 祇園
- 舞妓Haaaan!!! - 祇園
- 舞妓はレディ - 京都市
- 舞妓はんだよ全員集合!!
- マザーウォーター
- 壬生義士伝
- 宮本武蔵 一乗寺の決斗 - 一乗寺下り松
- 名探偵コナン 異次元の狙撃手
- 名探偵コナン から紅の恋歌
- 名探偵コナン 絶海の探偵
- 名探偵コナン 迷宮の十字路
- 燃えよ剣
- モスラ3 キングギドラ来襲
- 893愚連隊 - 京都市
- 夜の河 - 京都市
- 羅生門 - 京都市
- 利休 - 京都市・大山崎町
- 利休にたずねよ
- るろうに剣心シリーズ - 京都市
- 若い仲間たち うちら祇園の舞妓はん - 祇園
- わが青春に悔なし - 京都大学
- HELLO WORLD (映画)

## テレビドラマ
- NHK
  - 太閤記
  - 源義経
  - 三姉妹
  - 竜馬がゆく
  - 新・平家物語
  - 人形歴史スペクタクル 平家物語
  - おんな太閤記
  - 太平記
  - 信長 KING OF ZIPANGU
  - 花の乱
  - 秀吉
  - 新選組!
  - 壬生の恋歌
  - 活動寫眞の女
  - 都の風
  - 京、ふたり
  - ええにょぼ
  - あすか
  - オードリー
  - 京都発・ぼくの旅立ち
  - 和菓子の味
  - 恋する京都
  - だんだん
  - フェイク 京都美術事件絵巻
  - 太平記
  - 国盗り物語
  - はんなり菊太郎
  - 鵜飼いに恋した夏
  - 翔ぶが如く
  - 八重の桜
  - 鴨川食堂
  - 義経
  - 光る君へ
- テレビ朝日
  - 京都殺人案内
  - 狩矢父娘シリーズ
  - 土曜ワイド劇場「山村美紗サスペンス 地獄坂の復讐殺人」
  - ドクター彦次郎
  - 新・京都迷宮案内
  - 京都地検の女
  - 科捜研の女
  - 祇園囃子
  - 捜査地図の女
  - 味いちもんめ
  - おみやさん
  - 相棒season8 新春スペシャル「特命係、西へ」
  - スペシャリスト
  - ホンボシ～心理特捜事件簿～
  - 出入禁止の女〜事件記者クロガネ〜
  - 異議あり!女弁護士大岡法江
  - オヤジ探偵
  - その男、副署長
  - 舞妓さんは名探偵!
  - 京都南署鑑識ファイル
  - 京都始末屋事件ファイル
  - 遺留捜査
  - 刑事ゼロ
  - 友情〜平尾誠二と山中伸弥「最後の一年」〜
- TBSテレビ
  - 名探偵キャサリン
  - 狩矢警部シリーズ
  - 刑事ガンさん
  - 赤かぶ検事奮戦記 京都転勤篇
  - 一色京太郎事件ノート
  - 検視官江夏冬子
- フジテレビ
  - 赤い霊柩車シリーズ
  - 京都祇園入り婿刑事事件簿
  - 京都清水五条坂
  - 花いくさ〜京都祇園伝説の芸妓・岩崎峰子〜
  - 鴨、京都へ行く。-老舗旅館の女将日記-
  - 河原町東入ル
  - 京都祇園稽古シリーズ
  - 京都女優シリーズ
  - 女検視官・江夏冬子
- 関西テレビ（カンテレ）
  - 京都サスペンス
  - 探偵・由利麟太郎
- 朝日放送
  - 古都の雨
  - 京都妖怪地図
  - 京都マル秘指令 ザ新選組
  - 京大アメリカンフットボール部誕生秘話 君に涙は似合わない
  - スリ三姉妹シリーズ
  - 京都マル秘仕事人
  - 853〜刑事・加茂伸之介
  - 刑事110キロ
  - 京都の芸者弁護士事件簿
  - 京都の女庭師風水探偵さくら子
- よみうりテレビ
  - ややととさん
  - おきばりやす
  - 花ちりめん
  - 京一輪
  - 花友禅
  - 五つ星ツーリスト
- 日本テレビ
  - 京都・女性記者シリーズ
  - 奇兵隊
  - 田原坂
  - 京都金沢殺人事件シリーズ
- テレビ東京
  - 不倫調査員・片山由美
- 新選組を主題にしたテレビドラマ

## 音楽
府歌については「京都府の歌」を、府内の各市町村が定める公的な市町村歌については京都府の市町村歌一覧を参照。
- 祇園小唄（戦前の流行歌）
- 岸壁の母（菊池章子 / 二葉百合子）
- 舞妓はん（橋幸夫）
- 女ひとり（デューク・エイセス）
- 京おんな（安藤孝子）
- 竹田の子守唄（赤い鳥）
- 京都の恋、京都慕情（ザ・ベンチャーズ / 渚ゆう子）
- なのにあなたは京都へゆくの（チェリッシュ）
- 京都から博多まで（藤圭子）
- 古都の送り火（石原詢子）
- 京のにわか雨、ひとり囃子-祇園祭より-（小柳ルミ子）
- 加茂の流れに（南こうせつとかぐや姫）
- 嵯峨野さやさや（タンポポ）
- 雨の嵐山（長渕剛）
- 景子（伊藤敏博）
- 千年の古都、古都逍遥（ことしょうよう）、大原絶唱（都はるみ）
- 京都去りがたし（森進一）
- 古都情念（美川憲一）
- 京都の大学生（くるり）
- 京都物語（原由子）

（近畿地方のご当地ソング一覧#京都府も参照のこと。）

## 漫画
- 青のミブロ（安田剛士）
- あさきゆめみし（大和和紀）
- 味いちもんめ（原作あべ善太・作画倉田よしみ）
- 甘神さんちの縁結び（内藤マーシー）
- 暗殺教室修学旅行編 （松井優征）
- いちご100%番外編「京都初恋物語」（河下水希）
- いなり、こんこん、恋いろは。（よしだもろへ）
- お〜い!竜馬（小山ゆう）
- 応天の門（灰原薬）
- おすもじっ!◆司の一貫◆（原作鹿賀ミツル・作画加藤広史）
- おはようおかえり（鳥飼茜）
- 風光る（渡辺多恵子）
- からん（木村紺）
- 京男と居候（Ishiko）
- 京洛れぎおん（浅野りん）
- けいおん!（かきふらい）
- 小路花唄（麻生みこと）
- こげぱん京都ぶらり旅日記（たかはしみき）
- コミック太平記（横山まさみち）
- 五等分の花嫁 (春場ねぎ)
- 酒場ミモザ（とだともこ）
- サユリ1号（村上かつら）
- 七人のナナ（今川泰宏）
- 姉妹坂（大山和栄）
- 女帝 （原作倉科遼・作画和気一作）
- 新選組を主題にした漫画
- スクールバック（小野寺こころ）
- センゴク（宮下英樹）
- 空色心経（こうの史代） - 福知山市
- であいもん （浅野りん）　- 京都市
- 天馬の風（松葉博）
- とりかえ・ばや（さいとうちほ）
- ぬらりひょんの孫 (椎橋寛)
- バガボンド（井上雄彦）
- 外れたみんなの頭のネジ (洋介犬)
- 花の慶次（原哲夫）
- はんなり!（柴門ふみ）
- はんなりギロリの頼子さん（あさのゆきこ）
- 瞳のカトブレパス（田中靖規）
- ファインダー -京都女学院物語-（秋本治）
- へうげもの（山田芳裕）
- 放課後さいころ倶楽部（中道裕大）
- 魔法先生ネギま!修学旅行編 (赤松健)
- MUSASHI -GUN道-（モンキー・パンチ）
- 陸奥圓明流外伝 修羅の刻（川原正敏）
- 勇太やないか（大島やすいち）
- UMA大戦 ククルとナギ (藤異秀明)
- らぶゆ!（東鉄神）
- らき☆すた（美水かがみ）
- るろうに剣心 -明治剣客浪漫譚-（和月伸宏） - 京都市
- 路地恋花（麻生みこと）
- 龍-RON-（村上もとか）

## テレビアニメ
- 青のミブロ
- 甘神さんちの縁結び
- 一休さん - 京都市
- いなり、こんこん、恋いろは - 伏見稲荷大社
- 有頂天家族（原作森見登美彦・監督吉原正行）
- ウマ娘 プリティーダービー - 京都競馬場
- おじゃ魔女どれみ 修学旅行
- おこしやすちとせちゃん
- 京都寺町三条のホームズ
- けいおん!
- こちら葛飾区亀有公園前派出所SP10 他数話
- 七人のナナ
- 少年陰陽師
- 新撰組異聞PEACE MAKER
- たまこまーけっと - 出町桝形商店街・京阪藤森駅周辺
- であいもん -京都市
- ぬらりひょんの孫
- ハイスコアガール 7話
- 薄桜鬼
- 響け! ユーフォニアム（原作武田綾乃） - 宇治市
- ビルディバイド
- ブラック★ロックシューター
- 継母の連れ子が元カノだった
- ゆるゆり
- 四畳半神話大系（原作森見登美彦・監督湯浅政明） - 京都市
- らき☆すた
- るろうに剣心 -明治剣客浪漫譚- - 京都市

## OVA
- 勇者王ガオガイガーFINAL（ただし、舞台は宇宙など多岐に渡る）

## ゲーム
- 鬼武者3
- 新 鬼武者 DAWN OF DREAMS
- 久遠の絆
- GENJI
- センチメンタルグラフティ
- 千恋*万花[要出典]
- DS山村美紗サスペンス 舞妓小菊・記者キャサリン・葬儀屋石原明子 古都に舞う花三輪 京都殺人事件ファイル
- 薄桜鬼 〜新選組奇譚〜
- 幕末恋華 新選組
- 遙かなる時空の中で
- 風雲 新撰組
- 風雲 幕末伝
- 平安京エイリアン
- ペルソナ5 スクランブル ザ ファントム ストライカーズ
- ポートピア連続殺人事件
- 魔京伝
- 龍が如く 維新!
- 龍が如く 見参!
- Lost Passage

## ラジオドラマ
- 阿修羅の西行 NHK-AM 新日曜名作座
- 雨ニモマケズ 粗茶一服　NHK-FM 青春アドベンチャー
- 有頂天家族 NHK-FM 青春アドベンチャー
- 高天原探題　NHK-FM 青春アドベンチャー
- Know ～ 知っている NHK-FM　青春アドベンチャー
- 春は来ない NHK-FM FMシアター
- 風神秘抄 NHK-FM 青春アドベンチャー
- 二人の娘 NHK-FM FMシアター
- 夜露姫 NHK-FM 青春アドベンチャー

## 舞台作品（喜劇、歌劇、伝統芸）
- 嵐山
- 浮舟
- 大江山花伝
- 酒呑童子
- 女郎花
- 鞍馬天狗
- 自然居士
- 土蜘蛛
- 薄桜鬼
- ほっとけ!3人組

## 絵画
- 天之橋立図（雪舟）
- 清水寺（前田青邨）
- 清水寺参詣曼荼羅図
- 源氏物語絵巻
- 聚楽第図屏風
- 成相寺参詣曼荼羅図
- 鳥獣戯画
- 伴大納言絵巻
- 平治物語絵巻
- 松尾寺参詣曼荼羅図
- 善峯寺縁起絵巻
- 善峯寺参詣曼荼羅図
- 洛中洛外図